# قحطان الحديثي
قحطان عبد الستار الحديثي باحث ومؤرخ وأكاديمي.

## سيرته
قحطان بن عبد الستار الحديثي الشمري، من مواليد سنة 1934 اكمل دراساته الابتدائية والمتوسطة والاعدادية ودخل قسم التاريخ بكلية التربية –جامعة بغداد وحصل سنة 1963 على البكالوريوس بدرجة الشرف
. حصل على الماجستير بدرجة جيد جداً عام 1973/ كلية الآداب / جامعة بغداد.كما حصل على الدكتوراه بدرجة الشرف الأولى عام 1977 / كلية الآداب / جامعة القاهرة.
كما أسهم في مؤتمر الاقتصاد الإسلامي الذي عُقد في الجامعة الأردنية 1983 وألقى بحثاً عن «النظام النقدي في الدولة الإسلامية».
ـ عمل أستاذا في جامعة قسنطينة في الجزائر للفترة من 1980 ـ 1982 .
وأسهم في المؤتمر الذي عُقد في القاهرة / شباط 1989 وألقى بحثاً تناول فيه الصلات الاقتصادية والمالية بين العراق ومصر خلال العصر العباسي الأول.
ـ أسهم في الملتقى الدولي الذي نظمته كلية الإدارة والاقتصاد / الجامعة المستنصرية / العراق / حيث ألقى بحثاً: (القروض في الإسلام) ونشر البحث في مجلة كلية الإدارة والاقتصاد / عدد خاص / نيسان / 1995 .
ـ أسهم في المؤتمر الذي عقدته جامعة تكريت بالتعاون مع اتحاد المؤرخين العرب عام 2000 وألقى بحثاً فيه بعنوان «أثر الملك العادل في التصدي للحملة الصليبية الثالثة وتحرير القدس».
ـ أسهم في المؤتمر الذي عقدته جامعة تكريت بالتعاون مع اتحاد المؤرخين العرب عام 2001 وألقى بحثاً فيه بعنوان«أهمية القدس الاقتصادية والمالية في العصور الإسلامية».
ـ أسهم في المؤتمر القطري الأول لأقسام التاريخ والآثار الذي عُقد في كلية الآداب / جامعة بغداد تشرين الثاني 2001 وألقى فيه بحثاً بعنوان: «آراء قدامة بن جعفر في مسألة ملكية الأراضي الزراعية والضرائب المستحقة عليها».
ـ أسهم في الندوة الموسومة: «حوار في التاريخ والحضارة» التي عقدتها كلية التربية / ابن رشد 16 كانون الثاني 2002 وألقى فيها بحثاً بعنوان: «مكانة العراق الاقتصادية والمالية في العصور الإسلامية».

## عضوياته
ـ عضو اتحاد المؤرخين العرب / ورئيس قسم التاريخ والحضارة في معهد التاريخ العربي للدراسات العليا.
ـ عضو في لجنة بأمانة العاصمة لتسمية الشوارع والساحات ببغداد.
ـ عضو في الفريق الاستشاري بقسم الدراسات التاريخية / بيت الحكمة.
ـ عضو في لجنة الدراسات العليا بقسم التاريخ / كلية الآداب / جامعة بغداد.
ـ عضو في لجنة التاريخ والحضارة / المجمع العلمي العراقي.
. ظهر اسمه من بين المتميزين علميا على مستوى الجامعات العراقية 3 سنوات متتالية.
. منح وسام العلم.

## نشر دراساتا عديدة منها
- 1 . أرباع خراسان ، بغداد 1974 .
- 2 . دراسات في المجتمع العربي / منهجي (مشترك) بغداد 1977 .
- 3 . الجوانب الاقتصادية والمالية في كتاب معجم البلدان لياقوت الحموي / بلاد العرب / بآسيا. طبعه المجمع العلمي العراقي 2013 .
- 4 . في الفكر الاقتصادي الإسلامي ... حقائق ومعالجات وآفاق. 2013 ..
- 5 . علي بن أبي طالب البلخي ، بغداد 1974 .[4]